# فظائع دعائية

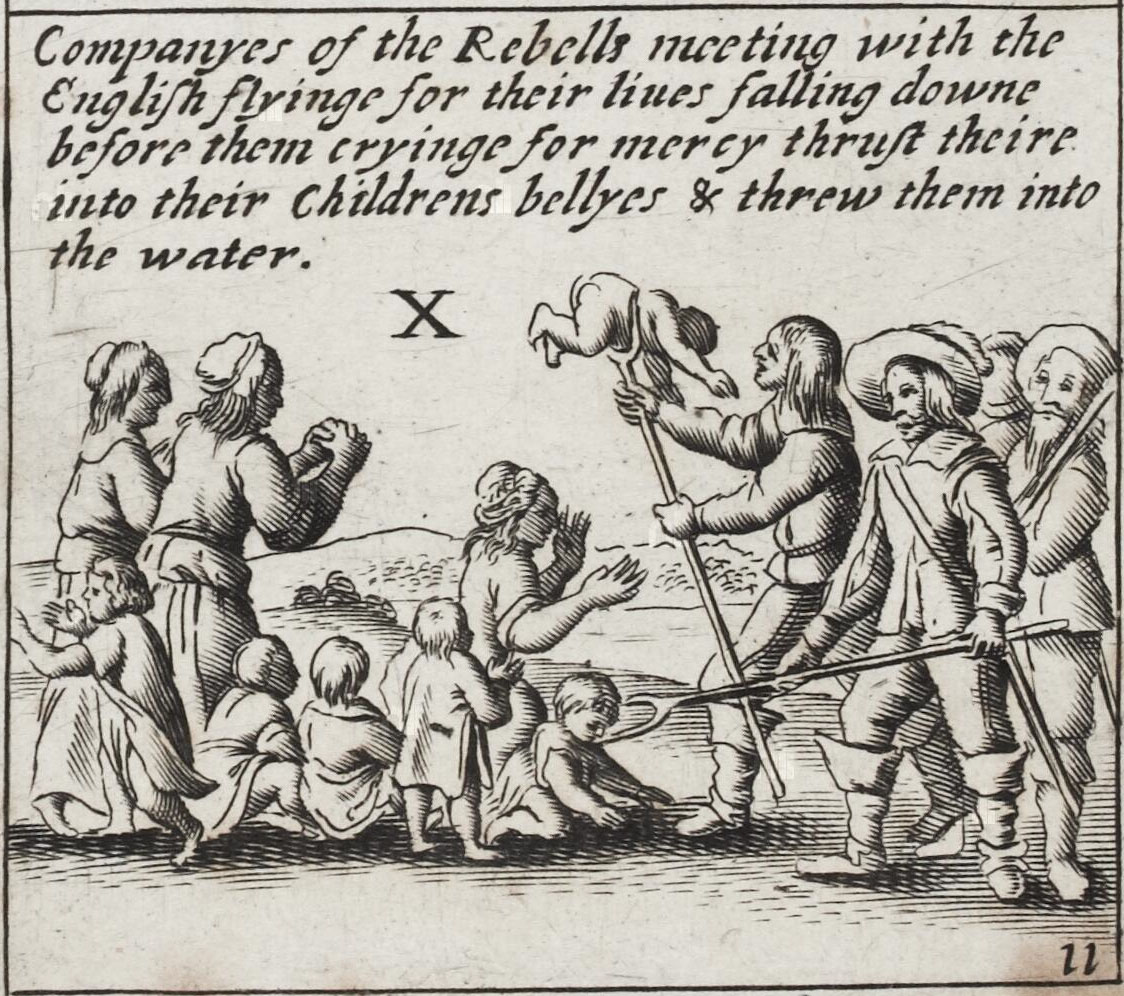
قتل أحد الأطفال كمثال للفضائع الدعائية

الفظائع الدعائية هي نشر معلومات عن الجرائم التي يرتكبها العدو، والتي يمكن أن تكون واقعية، ولكنها غالبًا ما تتضمن أو تتميز بافتراءات أو مبالغات متعمدة. يمكن أن يشمل ذلك الصور، ومقاطع الفيديو، والرسوم التوضيحية، والمقابلات وغيرها من أشكال عرض المعلومات أو إعداد التقارير.
إن الحرب العنيفة بطبيعتها تعني أن المبالغة في الفظائع واختراعها غالبًا ما يصبحان الأساس الرئيسي للدعاية. غالبًا لا تكفي الوطنية لجعل الناس يكرهون العدو، فتكون الدعاية ضرورية أيضًا. كتب هارولد لاسويل: «إن المقاومة النفسية للحرب في الدول الحديثة عظيمة جدًا، فكل حرب يجب أن تبدو وكأنها حرب دفاع ضد معتد قاتل وخطير. يجب ألا يكون هناك غموض حول من يكره الجمهور». الشهادات البشرية غير موثوقة حتى في الظروف العادية، ولكن في زمن الحرب، يمكن أن تتشوش بشكل أكبر بسبب التحيز، والمشاعر، والوطنية المضللة.
وفقًا لبول لينبارغر، تؤدي الفظائع الدعائية إلى ارتكاب فظائع حقيقية، لأنها تحرض العدو على ارتكاب المزيد من الفظائع، وتزيد من احتمالية ارتكاب الفرد للأعمال الوحشية، انتقامًا لما ورد في الدعاية. قد تؤدي الفظائع الدعائية أيضًا إلى عدم ثقة الجمهور في تقارير الأعمال الوحشية الفعلية. في يناير 1944 كتب آرثر كوستلر عن إحباطه لمحاولته إيصال ما شهده في أوروبا المحتلة من قبل النازيين: إرث القصص المعادية لألمانيا خلال الحرب العالمية الأولى، والتي فُضح الكثير منها في سنوات ما بعد الحرب، ما يعني أن هذه التقارير التي وردت مشكوك في أمرها. 
على غرار الدعاية، فإن شائعات الأعمال الوحشية تُنشر عن جرائم مبالغ فيها أو مخترعة ارتكبها الأعداء لتشويه سمعة الخصم. ولا يقتصر تطبيق الدعاية الفظيعة على أوقات الصراع فحسب، بل يمكن تنفيذها لتأجيج الرأي العام وخلق «ذريعة» لإعلان الحرب.

## قصص البطش
عرف عالما الاجتماع الأمريكيان ديفيد جي. بروملي وأنسون دي. شوبي مصطلح قصص البطش، الذي يشار إليه أيضًا باسم حكايات البطش، بأنه العرض الرمزي للأفعال أو الأحداث (الحقيقة أو الخيالية) والتي تنتهك بشكل صارخ الفرضيات الأساسية التي تُقام عليها مجموعة معينة من العلاقات الاجتماعية. والقصد من إعادة سرد هذه الحكايات هو إعادة تأكيد الحدود المعيارية. ومن خلال مشاركة المراسل في عدم موافقته أو رعبه، يعيد الجمهور التأكيد على الوصفة المعيارية ويضع المنتهك بوضوح خارج حدود الأخلاق العامة. جرت صياغة المصطلح في عام 1979 بواسطة بروملي، وشوبي، وجوزيف فينتيميليا.
يعرّف بروملي وآخرون الأعمال الوحشية على أنها حدث يُنظر إليه على أنه انتهاك صارخ لقيمة أساسية. يحتوي على العناصر الثلاثة التالية:
1. الغضب الأخلاقي أو السخط
2. الإذن باتخاذ تدابير عقابية
3. تعبئة جهود المكافحة ضد الجناة الواضحين.

تعتبر صحة القصة لا علاقة لها بالموضوع.
صاغ ستيمسون وويب المصطلح في مناقشة الطرق التي يتحدث بها المرضى عن الأطباء. وجرى تطبيق الطرق في سياقات الرعاية الصحية لفحص الطريقة التي تستخدم بها مثل هذه القصص للتأكيد والدفاع عن طابع الاحتلال ضد المطالبات غير المشروعة بعمله أو مكانته الاجتماعية.

## التقنيات
تعمل الفظائع الدعائية كوظيفة استخباراتية فهي تعمل على إنشاء كذبة أساسية وتصور العدو على أنه وحش، وبذلك تهدر وقت وموارد دوائر الاستخبارات المضادة للعدو للدفاع عن نفسه. يمكن أن تكون الفظائع الدعائية إما بيضاء أو رمادية أو سوداء. غالبًا ما تكون الفظائع الدعائية بيضاء، لأنها لا تحاول إخفاء مصدرها وهي صريحة بطبيعتها. ويتلخص هدف القائمين بالدعاية في التأثير على المفاهيم والمواقف والآراء والسياسات؛ وكثيرًا ما تستهدف المسؤولين على جميع مستويات الحكومة. الفظائع الدعائية عنيفة، وقاتمة، وتصور الهلاك فتساعد على استفزاز وإثارة الجمهور. إنها تجرد العدو من إنسانيته، وتجعل قتلهم أسهل. لقد أصبحت الحروب أكثر خطورة، وأقل نبلًا؛ ويجب أن يؤخذ بالحسبان أن العدو ليس فقط إنسان وإنما متعصب. لذا، فإن «الباطل سلاح معترف به ومفيد للغاية في الحرب، وكل دولة تستخدمه عن عمد لخداع شعبها، وجذب المحايدين، وتضليل العدو». رأى هارولد لاسويل في ذلك قاعدة مفيدة لإثارة الكراهية، وأنه «إذا لم يغضبوا في البداية، فاستخدموا الأعمال الوحشية. وقد جرى توظيفها بنجاح باهر في كل صراع عرفه الإنسان». 
تطلب حجم ودمار الحرب العالمية الأولى من الدول الحفاظ على معنويات عالية. واستخدمت الدعاية هنا لتعبئة الكراهية ضد العدو، وإقناع السكان بعدالة قضيتهم، وحشد الدعم والتعاون النشطين من جانب البلدان المحايدة، وتعزيز دعم الحلفاء. كان الهدف هو جعل العدو يبدو وحشيًا، وبربريًا، وغير إنساني.

## الفظائع الدعائية في التاريخ

### قبل القرن العشرين
برر أوربان الثاني الحرب على الإسلام في خطبة ألقاها في كليرمون أثناء الحروب الصليبية، ادعى فيها أن العدو «خرب كنائس الله في المقاطعات الشرقية، وختن الرجال المسيحيين، وانتهك النساء، ونفذ أعنف أنواع التعذيب قبل قتلهم». نجحت خطبة أوربان الثاني في حشد الحماس الشعبي لدعم حملة الفقراء.
انتشرت الحكايات المروعة التي تزعم كشف النقاب عن أعمال اليهود الوحشية ضد المسيحيين خلال العصور الوسطى. أصبحت التهمة الموجهة إلى اليهود بخطف وقتل أطفال مسيحيين وشرب دمائهم خلال عيد الفصح اليهودي تُعرف باسم فرية الدم.
في القرن السابع عشر، اختلقت الصحافة الإنجليزية وصفًا تصويريًا لأعمال وحشية ارتكبها الكاثوليك الأيرلنديين ضد البروتستانت الإنجليز، بما في ذلك تعذيب المدنيين واغتصاب النساء. رد الجمهور الإنجليزي على هذه القصص بالدعوات للانتقام الشديد. أثناء التمرد الأيرلندي عام 1641، قُدمت تقارير رهيبة عن الأعمال الوحشية، من بينها تمزيق أحشاء النساء الحوامل وسحب أطفالهن منهن، إلى أوليفر كرومويل الذي برر ذبحه للمتمردين الأيرلنديين المهزومين.
في عام 1782 كتب ونشر بنجامين فرانكلين مقالًا ادعى فيه الكشف عن رسالة بين عميل بريطاني وحاكم كندا، كُتب فيها عن الأعمال الوحشية التي يُفترض أن حلفاء بريطانيا من الأمريكيين الأصليين ارتكبوها ضد المستعمرين، بما في ذلك روايات مفصلة عن سلخ رؤوس النساء والأطفال وقطعها. وكانت هذه القصة ملفقة، نُشرت على أمل إعادة طباعتها من قبل الصحف البريطانية وبالتالي التأثير على الرأي العام البريطاني لصالح السلام مع الولايات المتحدة.
بعد تمرد سيبوي عام 1857، بدأت القصص تتداول في الصحافة البريطانية والاستعمارية عن الأعمال الوحشية، وخاصة اغتصاب النساء الأوروبيات، في أماكن مثل كاونبور؛ ولم يجد التحقيق الرسمي اللاحق أي دليل على أي من الادعاءات.
في الفترة التي سبقت الحرب الإسبانية الأمريكية، نشر بوليتسر وهيرست قصصًا عن الأعمال الوحشية الإسبانية ضد الكوبيين. على الرغم من صحة هذه القصص في بعض الأحيان، لكن غالبيتها كانت افتراءات تهدف إلى زيادة المبيعات.

### القرن العشرون

#### الحروب اليوغوسلافية
في نوفمبر 1991 ادعى مصور صربي أنه شاهد جثث 41 طفلًا، زُعم أنهم قتلوا على يد جنود كرواتيين. نُشرت القصة في وسائل الإعلام في جميع أنحاء العالم، لكن المصور اعترف لاحقًا باختلاق روايته. وألقي اللوم على قصة هذه الأعمال الوحشية لأنها حرضت على الرغبة في الانتقام في صفوف المتمردين الصرب، الذين أعدموا بصورة مستعجلة مقاتلين كرواتيين أُسروا بالقرب من مسرح الجريمة المزعوم في اليوم التالي لنشر التقرير المزور.